# دانيال شتيفان
دانيال شتيفان (بالألمانية: Daniel Stephan)‏ (3 أغسطس 1973 في ألمانيا - ) هو لاعب كرة يد ألماني في مركز ظهير ‏. شارك في الألعاب الأولمبية الصيفية 2004 والألعاب الأولمبية الصيفية 2000 والألعاب الأولمبية الصيفية 1996. ولعب مع نادي لمغو لكرة اليد.

## وصلات خارجية
- دانيال ستيفان على موقع الاتحاد الأوروبي لكرة اليد (الإنجليزية)
- دانيال ستيفان على موقع أوليمبيديا (الإنجليزية)